# Natalia Maliszewska
Natalia Maliszewska (Białystok, 16 september 1995) is een Pools shorttrackster.

## Biografie
Maliszewska begon op achtjarige leeftijd met shorttrack. Ze maakte als beginnend shorttrackster al deel uit van de Poolse aflossingsploeg, waarmee ze in 2013 brons won op de Europese kampioenschappen. Daarna legde ze zich ook toe op individuele afstanden, met name de kortste afstand (500 meter). Op deze afstand won Maliszewska de wereldbeker in het seizoen 2018/2019 en werd ze Europees kampioen in 2019. Bovendien behaalde ze op de wereldkampioenschappen van 2018 zilver. Maliszewska is de eerste Poolse shorttracker met een WK-medaille en de eerste Poolse Europees kampioen shorttrack.
Maliszewska vertegenwoordigde Polen op de Olympische Winterspelen van 2018. Maliszewska kwalificeerde zich ook voor de Olympische Winterspelen 2022 in Peking, maar bleek bij aankomst in China besmet met COVID-19. Hierdoor miste ze de gemengde aflossing en haar favoriete afstand, de 500 meter, die in het begin van het olympische programma stonden. Maliszewska was op tijd hersteld voor de langere afstanden, maar hierin bleef ze zonder al te veel trainingsuren op het ijs door de quarantaine steken in de kwartfinale. Bij de aflossing vrouwen haalde het Poolse team de zesde plek.
Haar oudere zus Patrycja is eveneens actief in de shorttracksport.
- Virtual International Authority File: 1364156012373749700008